# Врочини
Врочини (пол. Wroczyny) — село в Польщі, у гміні Кутно Кутновського повіту Лодзинського воєводства.
Населення — 201 особа (2011).
У 1975-1998 роках село належало до Плоцького воєводства.

## Демографія
Демографічна структура станом на 31 березня 2011 року:
|          | Загалом | Допрацездатний вік | Працездатний вік | Постпрацездатний вік |
| -------- | ------- | ------------------ | ---------------- | -------------------- |
| Чоловіки | 107     | 17                 | 77               | 13                   |
| Жінки    | 94      | 12                 | 52               | 30                   |
| Разом    | 201     | 29                 | 129              | 43                   |